# 庄野英二
庄野 英二（しょうの えいじ、1915年11月20日 - 1993年11月26日）は、日本の児童文学者。元帝塚山学院大学学長。

## 来歴・人物
父は帝塚山学院の初代校長・庄野貞一。桃山中学校の元教員で、1917年に帝塚山小学校が開校する際に弱冠30歳で校長に抜擢された。弟は作家の庄野潤三。山口県萩市に生まれ、生後まもなく大阪に移る。1936年関西学院専門部文学部哲学科卒業。在学中から創作をし、佐藤春夫、坪田譲治（びわの実学校）に師事する。
1937年入営、北満洲にいる時日中戦争がある。1940年負傷して帰還。1942年ジャワ俘虜収容所に勤め武田麟太郎、佐藤春夫と交友。敗戦時はマレーにあって一時抑留、1946年帰国。BC級戦犯容疑をかけられたが、佐藤春夫がマッカーサーに宛てて書状を送ったため釈放される。
1948年結婚、帝塚山学院教師となる。帝塚山学院教員時代には水泳部長を務め、日本水泳連盟機関誌の『月刊水泳』にも寄稿している。
1955年初の童話集『子供のデッキ』を刊行。1961年エッセイ集『ロッテルダムの灯』で日本エッセイスト・クラブ賞受賞、大阪府藝術賞。
1963年『星の牧場』を刊行、1964年産経児童出版文化賞、野間児童文芸賞、日本児童文学者協会賞を受賞。1965年「雲の中のにじ」でNHK児童文学奨励賞。帝塚山学院高等学校長となる。1966年帝塚山学院大学が創設され教授。
1972年『アレン中佐のサイン』で赤い鳥文学賞、1975年、帝塚山学院大学学長。1977年『アルファベット群島』で赤い鳥文学賞受賞、1983年足立巻一、大谷晃一と同人誌『苜蓿』（もくしゅく）を創刊。1989年巖谷小波文芸賞受賞。
全集11巻がある。小説、戯曲、詩、絵画に才能を示し、関西文壇の指導的存在だった。

## 著書

### 1960年代以前
- 『ジャングルの冒険』文化社、1948
- 『こどものデッキ』小出泰弘絵 ミネルヴァ書房、1955
- 『ロッテルダムの灯』レグホン舎、1960、のち講談社文庫、文芸文庫
- 『絵具の空』理論社、1962
- 『星の牧場』長新太絵、理論社、1963、のち角川文庫、フォア文庫、ちくま文庫 2025
- 『小鳥の森』庄野光絵、垂水書房、1965
- 『雲の中のにじ』実業之日本社、1965、のち角川文庫
- 『海のメルヘン』理論社、1965
- 『帝塚山風物誌』垂水書房、1965
- 『ごちそう島漂流記』田島征三絵、あかね書房、1968
- 『うみがめ丸漂流記』ポプラ社、1968
- 『にぎやかな家』講談社、1969
- 『まほうつかいとペリカン』実業之日本社、1969

### 1970年代前半
- 『ぶたと真珠』実業之日本社、1970
- 『ムギワラの季節 私の押し葉帖』理論社、1970
- 『ひこうきとじゅうたん』ポプラ社、1970
- 『ユングフラウの月』創文社、1970
- 『カスピ海物語』フレーベル館、1971
- 『ゆうじの大りょこう』講談社、1971
- 『白い帆船』創文社、1971
- 『レニングラードの雀 ソビエート・サリアンカ紀行 庄野英二画文集』創文社、1971
- 『メルヘン諸島』角川文庫、1971
- 『たのしい森の町』国土社、1972
- 『火のおどり』理論社、1972
- 『アレン中佐のサイン』岩波書店、1972
- 『木曜島 長編小説』理論社、1972
- 『愛のくさり 庄野英二随想集』人文書院、1972
- 『キナバルの雪』創文社、1973
- 『あひるのスリッパ』金の星社、1974

### 1970年代後半
- 『ポナペ島』偕成社、1975
- 『赤道の旅』人文書院、1975
- 『鹿の結婚式』創文社、1975
- 『魚のくれた宝石 庄野英二自選集』家の光協会、1976
- 『大きなモミの木』金の星社、1976
- 『スキーナ河の柳』創文社、1976
- 『バタン島漂流記』偕成社、1976
- 『アルファベット群島』偕成社、1977
- 『象とカレーライスの島』あかね書房、1977
- 『ペリカンせんちょうのこうかい』金の星社、1977
- 『花の旅』人文書院、1978
- 『長い航海』角川書店、1978
- 『庄野英二全集』全11巻 偕成社、1979－80
- 『いななく高原』偕成社、1979
- 『私の休暇 木曜島と木曽開田』人文書院、1979
- 『ゆかりのでんぐりがえり』国土社、1979

### 1980年代前半
- 『きのうえのほいくえん』偕成社、1980
- 『孫太郎南海漂流記』偕成社、1980
- 『歌曲王シューベルト』音楽之友社、1980
- 『花のスケッチブック』サンリオ、1981
- 『旅人木 随想集』文京書房、1981
- 『オウムと白い船』国土社、1981
- 『ライオンの噴水』講談社、1981
- 『アルピエロ群島』偕成社、1981
- 『ゆうれいの足音』学校図書、1982
- 『珍談勝之助漂流記』小学館、1982
- 『海の星座』理論社、1982
- 『ゆかりのおてつだい』国土社、1982
- 『やさしい木曽馬』偕成社、1983

### 1980年代後半
- 『王の悲しみ 詩画集』人文書院、1984
- 『たきまくら 詩画集』編集工房ノア、1985
- 『小説海のシルクロード』理論社、1985 大長編シリーズ『小説海のシルクロード 鄭和の大航海記』として復刊、2010
- 『青春の画布』編集工房ノア、1986
- 『星の牧場 ロケーション紀行』編集工房ノア、1986
- 『新しい靴』編集工房ノア、1987
- 『開田村花譜 スケッチブック』編集工房ノア、1987
- 『ピンチヒッター』小峰書店、1987
- 『出帆旗』編集工房ノア、1988
- 『ナイアガラよりも大きい滝』小峰書店、1989

### 1990年代
- 『鶏冠詩人伝』創元社、1990
- 『佐久の佐藤春夫』編集工房ノア、1990
- 『馬の結婚式』編集工房ノア、1991
- 『徐福の目はり寿司』編集工房ノア、1994
- 『佐藤春夫先生のこと』佐藤春夫記念館、1995

## 訳書
- 『ネコ大王のぼうけん』陳伯吹（彭佳紅との共訳）偕成社、1982